# Constantino I da Grécia
Constantino I (Atenas, 2 de agosto de 1868 – Palermo, 11 de janeiro de 1923) foi o Rei da Grécia de 1913 até sua abdicação em 1917 e depois de 1920 até sua segunda abdicação em 1922. Era filho do rei Jorge I e de Olga Constantinovna da Rússia. Foi comandante chefe do Exército da Grécia, liderando as forças nacionais na derrota na Guerra Greco-Turca de 1897 e para a vitória na Guerras dos Balcãs de 1912–13, em que conseguiu conquistar a Salonica e dobrar a área e população do país.
Seu desacordo com o primeiro-ministro Elefthérios Venizélos sobre a questão da Grécia entrar na Primeira Guerra Mundial levaram ao Cisma Nacional. Constantino forçou a renúncia de Venizélos em duas ocasiões, porém abdicou do trono e deixou o país em 1917 depois dos Aliados ameaçarem bombardear Atenas. Seu segundo filho, Alexandre, tornou-se o novo rei. Constantino voltou ao trono após a morte de Alexandre, a derrota de Venizélos nas eleições de 1920 e um plebiscito em seu favor. Ele abdicou novamente dois anos depois quando a Grécia perdeu a Guerra Greco-Turca de 1919-22, sendo sucedido por seu filho mais velho Jorge II. Ele morreu quatro meses depois em exílio em Palermo, Itália.

## Primeiros anos

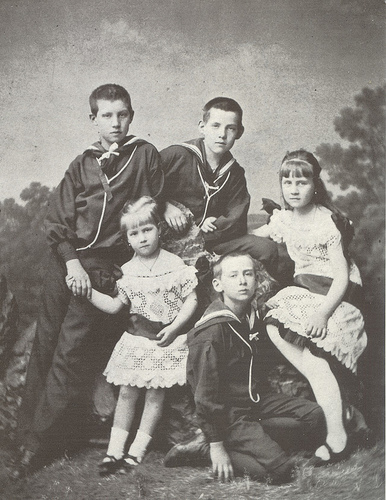
Constantino (primeiro da esquerda) com os irmãos, Jorge, Alexandra, Nicolau e Maria.

Constantino nasceu a 2 de Agosto de 1868 em Atenas. O seu nascimento criou uma onda de entusiasmo: o herdeiro foi o primeiro membro da realeza a nascer em solo grego. À medida que os canhões cerimoniais disparavam, juntou-se uma multidão no exterior do palácio que gritava aquele que achavam ser o melhor nome para o príncipe recém-nascido: "Constantino". Este era não só o nome do seu avô materno, o grão-duque Constantino Romanov da Rússia, mas também o nome do "rei que reconquistaria Constantinopla, o futuro Constantino XII, o sucessor legitimo do imperador Constantino XI Paleólogo", de acordo com a conhecida lenda. Ao nascimento recebeu o título de duque de Esparta. Isto fez com que se instalasse uma disputa no parlamento uma vez que a constituição não permitia que fossem atribuídos quaisquer títulos nobílicos a cidadãos gregos, mas a designação puramente titular acabou por ser atribuída. Inevitavelmente, a criança acabou por ser baptizada com o nome de Constantino (em Grego: Κωνσταντῖνος, Kōnstantīnos) a 12 de Agosto e o seu tratamento era Diádochos (Διάδοχος, príncipe herdeiro, literalmente: "sucessor). Os professores universitários mais proeminentes da altura foram escolhidos a dedo para ensinar o jovem príncipe herdeiro: Ioannis Pantazidis ensinou-lhe literatura grega, Vasileios Lakonas ensinou-lhe Matemática e Física e Constantine Paparrigopoulos ensinou-lhe História, infundido-lhe a Megáli Idea. A 30 de Outubro de 1882 Constantino entrou na Academia Militar Helénica. Quando se formou foi enviado para Berlim para ter mais alguma instrução militar e serviu na Guarda Imperial Alemã. Constantino também estudou Ciência Política e actividade comercial em Heidelberg e Leipzig. Em 1890 tornou-se Major-general e assumiu o comando do quartel do terceiro exército (Γ' Αρχηγείον Στρατού) em Atenas.

## Conflitos com Charilaos Trikoupis
Em Janeiro de 1895 Constantino causou alguma agitação política quando ordenou que o exercito e a gendarmaria acabassem com uma manifestação contra as políticas de impostos. Constantino tinha-se dirigido à multidão e recomendado que enviassem as suas queixas ao governo. O Primeiro-ministro Charilaos Trikoupis pediu ao rei para recomendar ao seu filho que evitasse tais intervenções políticas sem consultar o governo primeiro. O rei Jorge respondeu que o filho estava apenas a cumprir ordens quando dispersou os manifestante e que a sua conduta não tinha qualquer significado político. O incidente provocou um debate aceso no parlamento e Trikoupis acabou por se demitir como consequência. Nas eleições que se seguiram Trikoupis foi derrotado e o novo Primeiro-ministro, Theodoros Deligiannis, numa tentativa de acalmar a hostilidade entre o governo e a realeza, deu o assunto por encerrado.
A organização dos primeiros Jogos Olímpicos da era moderna em Atenas foi outra questão que causou um conflito entre Constantino e Trikoupis uma vez que o último era contra a sua realização. A vitória de Deligiannis nas eleições em 1895 fez com que aqueles que estavam a favor do reavivamento dos Jogos Olímpicos, incluindo o príncipe herdeiro, venceram a discussão. Assim, Constantino foi fundamental na organização dos Jogos Olímpicos de Verão de 1896; de acordo com Pierre de Coubertin, em 1894 "o príncipe herdeiro soube com grande prazer que os Jogos serão inaugurados em Atenas". Coubertin garantiu que "o rei e o príncipe herdeiro serão os patronos da organização deste Jogos". Constantino fez mais do que isso: assumiu com entusiasmo a presidência do comité de organização dos Jogos Olímpicos de 1896. A pedido do príncipe herdeiro, o empresários abastado George Averoff concordou com a contribuição de aproximadamente um milhão de dracmas para fundar a restauração do Estádio Panathinaiko em mármore branco.

## Guerra Greco-turca e as suas consequências
Constantino era o comandante supremo do exército grego durante a Guerra Greco-turca de 1897 que terminou numa derrota humilhante. Em consequência, a popularidade da monarquia diminuiu e começaram a ser feitas exigências no exército para a implementação de reformas e a dispensa de príncipes e, principalmente de Constantino, de postos de comendo nas forças armadas. A dissidência latente culminou no golpe de Estado de Goundi em Agosto de 1909. Em consequência Constantino e os seus irmãos foram dispensados das forças armadas tendo, porém, voltado aos seus postos alguns meses depois com a autorização do novo Primeiro-ministro, Eleftherios Venizelos, que queria ganhar a confiança do rei Jorge. Venizelos fez uma argumentação engenhosa: "Todos os gregos sentem um grande orgulho quando vêem os seus filhos servirem no exército, e o rei sente o mesmo". O que não mencionou foi o facto de os comandos foram ordenados a tratar os príncipes com rédea curta.[carece de fontes?]

## Ascensão ao trono e guerras dos Balcãs

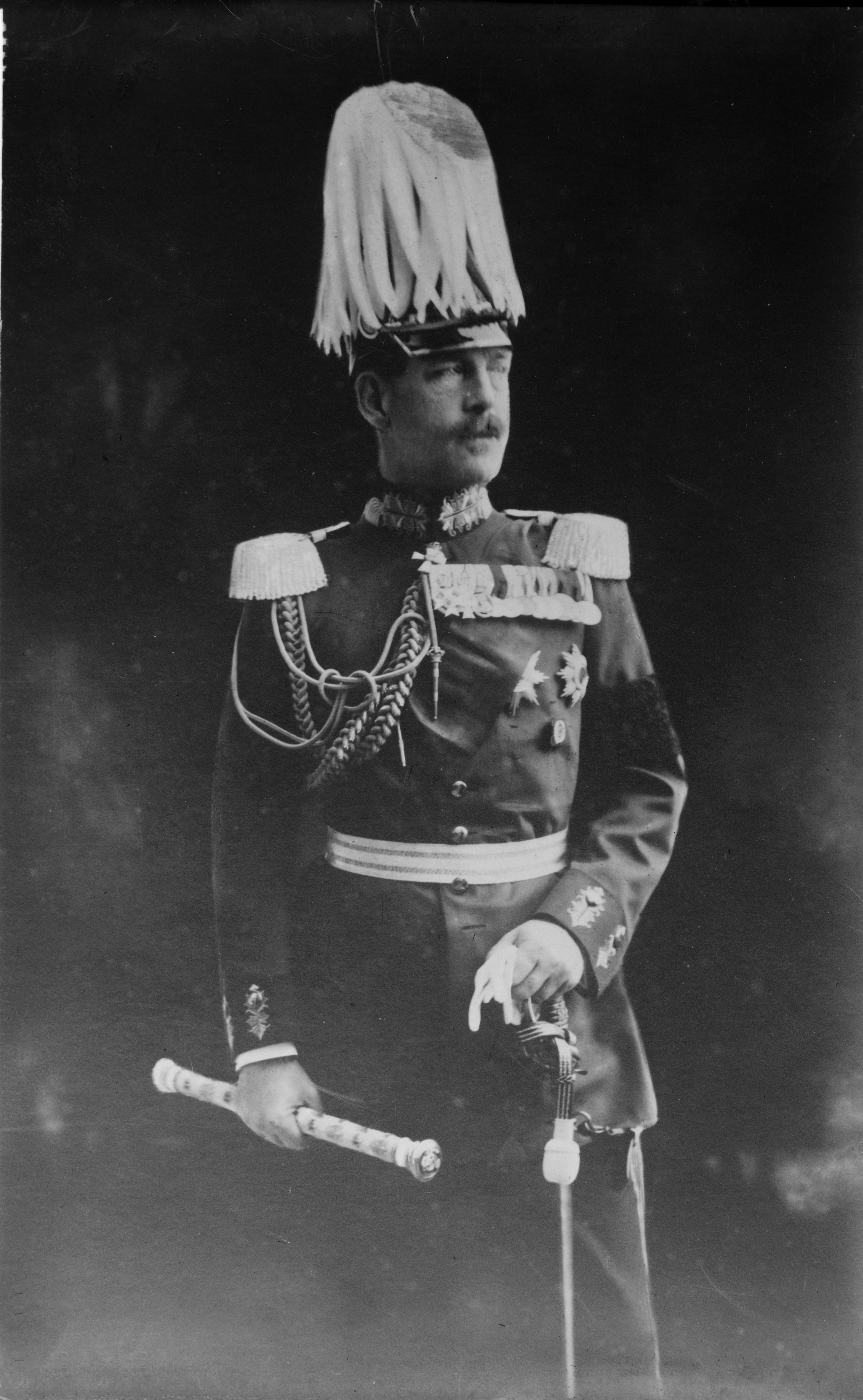
Constantino com o uniforme de marechal de campo alemão.

A Grécia voltou a entrar em guerra com a Turquia e a Macedônia. Constantino levou o exército grego a algumas vitórias significativas, o que fez com que a sua popularidade aumentasse na Grécia. Nessa altura, deu-se uma tragédia: o rei Jorge I foi assassinado em Salónica por um anarquista, Alexandros Schinas, a 18 de Março de 1913 e Constantino sucedeu-o no trono. Entretanto as tensões entre os aliados das Bálcãs aumentou quando a Bulgária reclamou territórios gregos e servos ocupados. Em Maio, a Grécia e a Sérvia concluíram um pacto de defesa secreto dirigido à Bulgária. A 16 de Junho, o exército búlgaro atacou os seus aliados de outrora, mas não resistiram muito tempo. O rei Constantino voltou a liderar o exército grego no seu contra-ataque nas batalhas de Kilkis-Lahanas e de Kresna Gorge. Ele estava ansioso por chegar ao jugular de Sofia. Entretanto o exército búlgaro tinha começado a desintegrar-se: já conformados com a derrota às mãos dos gregos e dos servos, foram surpreendidos com um contra-ataque turco com as novas tropas asiáticas finalmente prontas à medida que os romenos avançavam para Sul, exigindo a Dobruja do Sul como compensação pelos excessos dos búlgaros. A Bulgária teve de entrar em acção judicial para alcançar a paz, concordou com um armistício e entrou em negociações com Bucareste. As vitórias na segunda guerra aumentaram ainda mais a popularidade de Constantino e este era apelidado de "caça búlgaros", uma imitação do imperador bizantino Basílio II Bulgaróctono. Por iniciativa do Primeiro-ministro Venezielos, Constantino recebeu o estatuto e o bastão de Marechal de Campo.

## Primeira Guerra Mundial e o Cisma Nacional

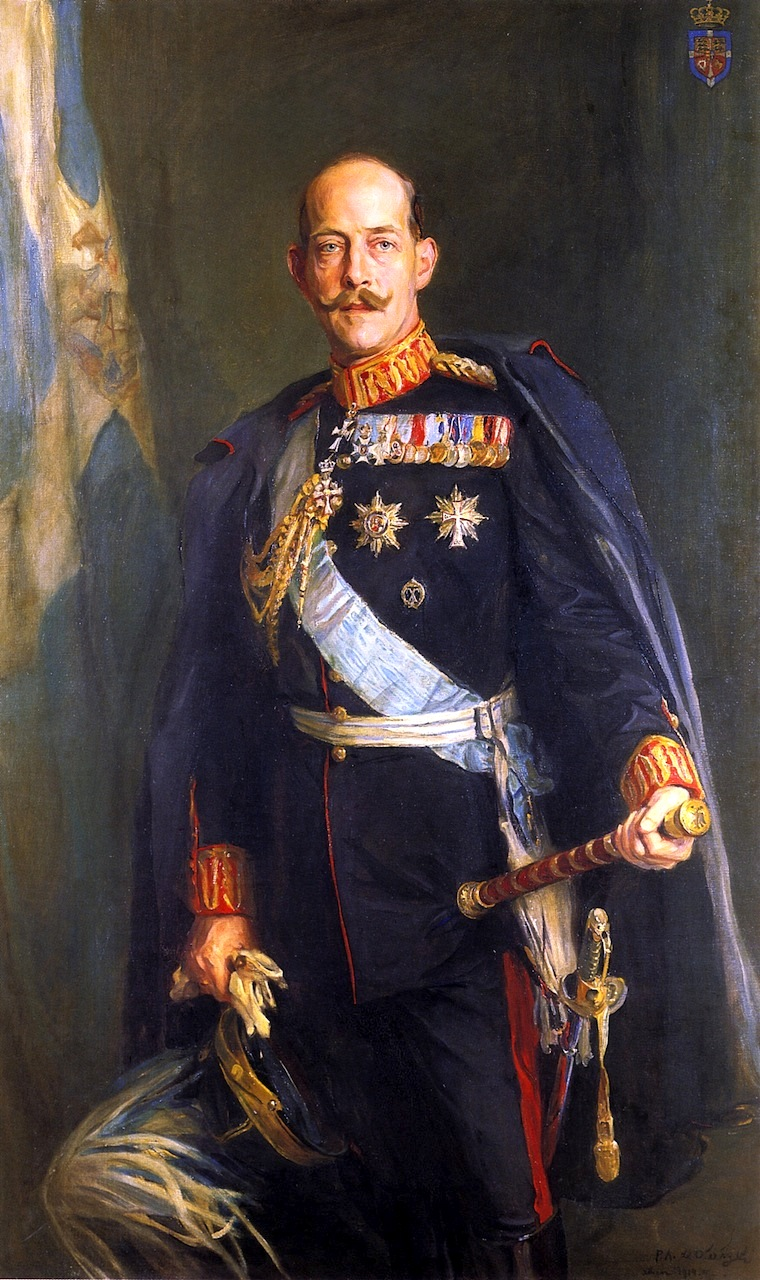
Retrato de Constantino I em uniforme militar completo, por Philip de László, 1914.

Depois da vitória nas Guerras dos Balcãs, a Grécia estava num estado de euforia. O seu território e população tinham duplicado e, sob a liderança de Constantino e Venizelos, o futuro parecia radiante. Porém este estado de optimismo não duraria muito tempo. Quando rebentou a Primeira Guerra Mundial, Constantino foi enfrentado com a dificuldade de determinar a quem a Grécia daria o seu apoio. Pessoalmente, simpatizava com a Alemanha, governada pelo irmão da sua esposa, o kaiser Guilherme II. Também havia a ideia de que Sofia, a esposa de Constantino, apoiava o seu irmão, mas ela estava a favor da Grã-Bretanha. À semelhança do seu pai, o kaiser Frederico, Sofia foi bastante influenciada pela sua mãe Vitória, nascida no Reino Unido. Venizelos apoiava fervorosamente a Entente, tendo estabelecido uma excelente relação com os governantes britânicos e franceses. Também estava ciente de que um país marítimo como a Grécia não podia, nem devia, antagonizar a Entente que dominava a marinha do Mediterrâneo. Esta última questão afligia também o rei, independentemente das suas simpatias pessoais. Finalmente Constantino acabou por escolher a neutralidade. O general corajoso e insubordinado de alguns anos antes parecia estar agora satisfeito em não arriscar nada e devia seguir o mesmo caminho assim que a guerra terminasse.
As simpatias de Constantino pela Alemanha manifestaram-se durante o ataque desastroso dos Aliados a Gallipoli. Apesar de Venizelos ter o apoio do povo e uma maioria clara no parlamento, Constantino opunha-se ao apoio cada vez maior que este dava aos Aliados. Quando a Bulgária atacou a Sérvia, com quem a Grécia tinha uma aliança, Venizelos voltou a pedir ao rei que autorizasse a entrada da Grécia na guerra e que autorizasse que as forças da Entente desembarcassem em Salónica para se preparar para uma campanha comum. Quando Constantino voltou a recusar, Venizelos demitiu-se e o rei nomeou Alexandros Zaimis para liderar um governo de coligação de pouca duração.
Porém, ideia geral de que Constantino I simpatizava com os alemães foi alegadamente o resultado da propaganda contra o rei por parte dos Aliados e de Venizelos durante a guerra. Constantino desprezava o kaiser Guilherme II que, em 1914, o tinha pressionado a fazer a Grécia entrar na guerra do lado da Áustria e da Alemanha. Constantino desagradou os interesses britânicos e franceses ao bloquear as tentativas do Primeiro-ministro Vanizelos de fazer a Grécia entrar na guerra do lado dos Aliados. A insistência de Constantino em manter a neutralidade baseava-se na sua opinião de que essa era a melhor política para a Grécia.
O almirante Mark Kerr, que era o comandante supremo da marinha helénica no início da Primeira Guerra Mundial e mais tarde o comandante supremo do esquadrão adriático britânico, escreveu em 1920:
"A perseguição do rei Constantino pelo imprensa dos países Aliados, com poucas boas excepções, tem sido um dos acontecimentos mais trágicos desde o caso Dreyfus".
Ainda que Venizelos, com o apoio do Reino Unido e da França, tenha forçado a saída de Constantino do trono grego em 1917, ele continuou a ser popular entre vários sectores da população grega, como foi demonstrado pelo grande número de votos favoráveis ao seu regresso no plebiscito de 1920.

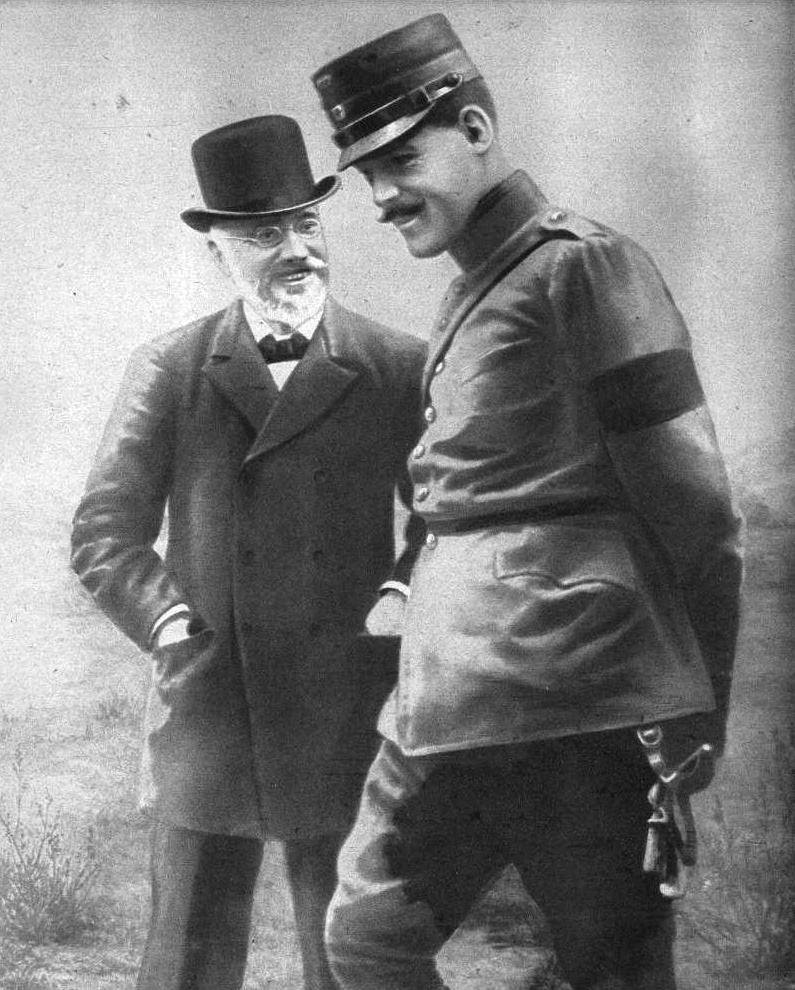
Constantino I com Eleftherios Venizelos em 1913.

Em Julho de 1916, incendiários deitaram fogo à floresta que rodeava o palácio de Verão de Tatoi. O acto foi visto como um sinal de insatisfação com a política de neutralidade do rei. Ainda que tenham sofrido ferimentos enquanto escapavam, o rei e a família conseguiram fugir em segurança. As chamas espalharam-se rapidamente com o calor seco de Verão e morreram dezasseis pessoas. Em Maio e Agosto de 1916, Constantino e o general Ioánnis Metaxás (o futuro ditador) permitiram que fossem ocupadas algumas partes da Macedónia, sem a oposição dos poderes centrais.
O país borbulhava de raiva e em Agosto de 1918 uma revolta liderada por Venizelos e apoiada pela Entente, rebentou em Thessalonki. Aí, Venizelos estabeleceu um governo revolucionário provisório que declarou guerra ao poder central. Com uma guerra civil iminente, Constantino procurou promessas alemãs de ajuda naval, militar e económica sem sucesso. Gradualmente, e com o apoio dos Aliados, Venizelos conseguiu o controlo de metade do país. Isto cimentou o "Cisma Nacional", uma divisão da sociedade grega entre Venizelistas e monarquistas antiVenizelistas, algo que teria repercussões na política grega até depois da Segunda Guerra Mundial.
No início de 1917, o governo Venezelista de Defesa Nacional (sediado em Salónica) conseguiu controlar Tessália. Face a pressões Venezelistas e anglo-francesas, o rei Constantino deixou o país rumo à Suíça a 11 de Junho de 1917. O seu segundo filho, Alexandre, substituiu-o como rei. Os Aliados eram contra a ideia do filho mais velho de Constantino, Jorge, se tornar rei visto que tinha servido no exército alemão antes da guerra e identificava-se com as políticas pró-alemãs do seu pai.

## Restauração e desastre
O filho de Constantino, o rei Alexandre, morreu a 25 de Outubro de 1920 depois de um acidente bizarro: estava a passear com o seus cães na zona das jaulas dos animais do palácio quando foi atacado por um macaco. Numa tentativa de salvar o animal, o rei foi mordido pelo macaco e o que parecia ser um ferimento sem importância acabou por ser septicemia. Ele morreu alguns dias depois. No mês seguinte Venizelos sofreu uma derrota surpreendente nas eleições. Naquela altura a Grécia já se encontrava em guerra de forma contínua há oito anos: a Primeira Guerra Mundial já tinha terminado, mas ainda não havia sinais de aproximação da paz. Muitos jovens lutavam e morriam há anos, as terras estavam inférteis por falta de cultivo e o país, moralmente exausto, estava à beira do esgotamento físico. Os partidos favoráveis à monarquia prometiam a paz e prosperidade sob a liderança do vitorioso marechal de campo das Guerras dos Balcãs, alguém que conhecia as dificuldades dos soldados porque tinha lutado ao seu lado e partilhado as suas rações. Depois de um plebiscito no qual 99% dos votos eram favoráveis ao seu regresso, o rei Constantino voltou a ser coroado rei a 19 de Dezembro de 1920. Isto causou uma grande insatisfação, não só da população recentemente libertada da Ásia Menor, mas também entre as grandes potências que se opunham ao regresso de Constantino.
Porém, passados dois anos, a nova popularidade do rei voltou a desaparecer. Os ataques contínuos da Ásia Menor contra a Turquia tiveram resultados desastrosos para os gregos e os turcos acabaram por derrotar a sua frente. Após uma revolta no exército, Constantino voltou a abdicar do trono a 27 de Setembro de 1922 e foi sucedido pelo seu filho mais velho, Jorge II.

## Segundo exílio e morte
Constantino passou os últimos quatro meses de vida em exílio na Itália e morreu em 1923 em Palermo na Sicília. A sua esposa, Sofia da Prússia, nunca mais teve autorização para voltar à Grécia. Uma vida e um reino que tiveram um início glorioso terminaram em ruína.

## Casamento e descendência

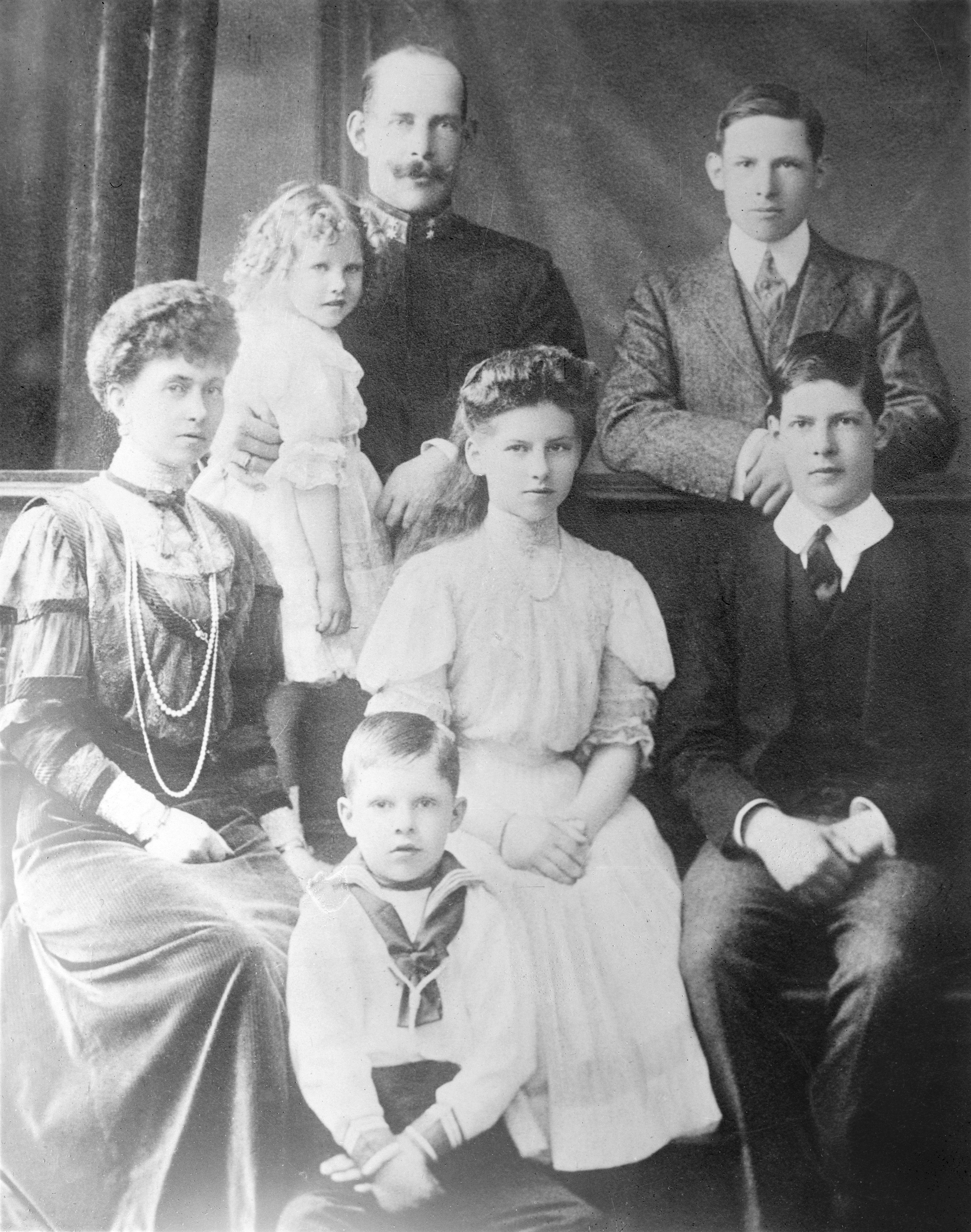
A família real grega (com a excepção de Catarina).

Constantino e a princesa Sofia da Prússia casaram no dia 27 de Outubro de 1889 em Atenas. Tiveram seis filhos:
| Nome                           | Data de nascimento      | Data do falecimento    | Notas                                                                |
| ------------------------------ | ----------------------- | ---------------------- | -------------------------------------------------------------------- |
| Jorge II da Grécia             | 20 de Julho de 1890     | 1 de Abril de 1947     | Casou-se com a princesa Isabel da Roménia. Sem descendência.         |
| Alexandre da Grécia            | 1 de Agosto de 1893     | 25 de Outubro de 1920  | Casou-se com Aspasia Manos. Com descendência.                        |
| Helena da Grécia e Dinamarca   | 2 de Maio de 1896       | 28 de Novembro de 1982 | Casou-se com Carlos II da Roménia. Com descendência.                 |
| Paulo da Grécia                | 14 de Dezembro de 1901  | 6 de Março de 1964     | Casou-se com a princesa Frederica de Hanôver. Com descendência.      |
| Irene da Grécia e Dinamarca    | 13 de Fevereiro de 1904 | 15 de Abril de 1974    | Casou-se com o príncipe Aimone, 4ª duque de Aosta. Com descendência. |
| Catarina da Grécia e Dinamarca | 4 de Maio de 1913       | 2 de Outubro de 2007   | Casou-se com o major Richard Brandram. Com descendência.             |